# Neel Kamal (1968)
Neel Kamal ist ein Bollywood-Fantasyfilm mit Waheeda Rehman in der Titelrolle. Der Film war erfolgreich und avancierte zu einem Hit.

## Handlung
Der Bildhauer Chitrasen errichtet zu Ehren der Prinzessin Neel Kamal einen Palast mit Statuen, die die Schönheit der Prinzessin widerspiegeln. Chitrasen wagt vor ihrem Vater, den Maharadscha, um ihre Hand anzuhalten. Doch dieser ist empört und lässt Chitrasen lebendig im Palast einmauern. Aber Chitrasen fürchtet nicht den Tod, sondern stirbt mit der Gewissheit, dass seine Liebe auch über den Tod hinaus weiterbestehen wird.
Es vergehen viele Jahrzehnte als eine gewisse Sita, die Neel Kamal sehr ähnelt, die jetzigen Ruinen des Palastes besucht. Chitrasens Geist erwacht und will Sita zu sich locken. Seither schlafwandelt Sita stets zu dieser Ruinenstätte. Selbst die Heirat mit Ram, hält sie nicht vom Schlafwandeln ab. Rams Mutter und seine Schwester Chanchal werden höchst misstrauisch, da sie glauben Sita treffe sich mit einem Geliebten. Fortan wird sie während Rams Abwesenheit wie eine Sklavin behandelt.
Bald wird auch Ram misstrauisch und wirft sie aus dem Haus. Nur Chanchals Ehemann Girdhar zeigt Mitgefühl für die junge Braut und versucht ihr das Leben als Schwiegertochter erträglicher zu machen. Trotz all der Schikane kehrt sie nicht in das Haus ihres Vaters zurück, der sie stets liebevoll behandelt und gut erzogen hatte.
Eines Tages hört sie wieder Chitrasens Stimme und folgt dem Gesang. Diesmal erinnert sie sich an das Leben der Prinzessin Neel Kamal. Diese Erinnerung bricht den Bann und Chitrasens und Neel Kamals Geist finden endlich zueinander. Auch Ram, der ihr gefolgt war, erkennt nun, dass Sita von einer früheren Seele besessen war. Letztendlich wendet sich alles zum Guten und Sita wird als Schwiegertochter akzeptiert.

## Musik
| # | Titel                            | Sänger/in     |
| - | -------------------------------- | ------------- |
| 1 | „Yeh Zindagi Jo Thi Ab Tak Teri“ | Asha Bhosle   |
| 2 | „Babul Ki Duayen Leti Ja“        | Mohammad Rafi |
| 3 | „Sharma Ke Yun Na Dekh“          | Mohammad Rafi |
| 4 | „Rom Rom Mein Basne Wale Ram“    | Asha Bhosle   |
| 5 | „Khali Dabba Khali Botal“        | Manna Dey     |
| 6 | „Dono Ke Vichkar Lagta“          | Asha Bhosle   |
| 7 | „Aaja Tujhko Pukare Mera Pyar“   | Mohammad Rafi |

## Auszeichnungen
Filmfare Award 1969
- Filmfare Award/Beste Hauptdarstellerin an Waheeda Rehman

Nominierungen
- Filmfare Award/Bester Film an Pannalal Maheshwari
- Filmfare Award/Beste Regie an Ram Maheshwari
- Filmfare Award/Bester Nebendarsteller an Raaj Kumar
- Filmfare Award/Beste Nebendarstellerin an Shashikala
- Filmfare Award/Bester Komiker an Mehmood
- Filmfare Award/Beste Story an Gulshan Nanda
- Filmfare Award/Bester Playbacksänger an Mohammad Rafi für Babul Ki Duayen

## Kritik
„"Neel Kamal" hat trotzdem das Zeug zum guten Film, dank den Szenen mit Raaj Kumar und Waheeda Rehman. Der Ruf des Geists hat zwar nicht diese magische Qualität wie in Madhumati, aber trotzdem wertet diese übersinnliche Liebe den Film auf. Ebenso die Lieder und Waheedas Tänze. Der Rest ist etwas formelhaft, etwas sperrig und zeitweise sogar etwas langweilig.“